# 八一街肖氏民居
八一街肖氏民居，位于山东省菏泽市牡丹区北城镇。是中华人民共和国山东省省级文物保护单位之一。
2013年，列入第四批山东省文物保护单位，该文物保护单位是一座近现代重要史迹及代表性建筑。